# アンドレ・ラルマン
アンドレ・ラルマン（André Lallemand、1904年9月29日 - 1978年3月24日）はフランスの天文学者。光電子増倍管の天文分野への応用に功績があった。

## 生涯
fr:Cirey-sur-Vezouzeで生まれた。ストラスブール大学で学び、ストラスブール天文台で働いた後、1943年にパリに移った。暗い天体の観測の為に光電子増倍管の利用を進め、1950年代には電子的な画像を得ることに成功した。コレージュ・ド・フランスの教授に任じられ、1961年から1974年の間パリ天体物理学研究所の所長を務めた。
1955年にジュール・ジャンサン賞を受賞。1961年に科学アカデミーの会員に選ばれ、1962年にエディントン・メダルを受賞した。月のクレータに命名された。科学アカデミーによって天文学の賞、ラルマン賞が設けられた。